# Hexenkerze
Die Hexenkerze ist eine Stieleis-Sorte, deren Eisstück an die Form einer Kerze erinnert. Dabei ist das Eis zu etwas mehr als drei Vierteln von einer kakaohaltigen Fettglasur umhüllt.
Die Hexenkerze gibt es in drei Versionen:
- „Original“ (ohne Sortennamen): Vanilleeis mit Glasur
- Othello: Schokoladeneis mit Glasur
- Erdbeer: Erdbeereis mit Glasur

Das Produkt wurde zuerst 1960 in der DDR in Thüringen produziert. Seit 2005 wird es wieder von der Ablig Feinfrost GmbH aus Heichelheim vertrieben.
Eine ovalförmige Variante der Hexenkerze ist der Hexenkuss.